# دوبراوکا اوگرشیچ
دوبْراوْکا اوگْرِشیچ (به کرواتی: Dubravka Ugrešić) تلفظ [dǔbra:ʋka ǔɡreʃitɕ] (زادهٔ ۲۷ مارچ ۱۹۴۹ در کوتینا) نویسندهٔ کرووات ساکن هلند است.

## زندگی
دوبْراوْکا اوگْرِشیچ در ۲۷ مارچ ۱۹۴۹ در کوتینا، جمهوری سوسیالیستی کرواسی، جمهوری فدرال سوسیالیستی یوگسلاوی زاده شد.
وی دانش‌آموختهٔ دانشکدهٔ فلسفه دانشگاه زاگرب است.
اوگرشیچ هم‌اکنون در هلند زندگی می‌کند. او ۲۰ سال در انستیتو تئوری ادبیات این شهر فعالیت داشته‌است.

## فعالیت‌ها
دوبراوکا اوگرشیچ در مقاله‌های خود به وسیلهٔ تجزیه و تحلیل‌های عقلانی آن دسته از مسایل روز را که به انسان‌ها مربوط می‌شود برمی‌رسد. او در کتاب «فرهنگ کارائوکه» دنیای مدرن دیجیتال را با تمام آشفتگی‌ها و خطاهایش توصیف می‌کند و با بیان مثال‌های کوچک نشان می‌دهد که این رسانه‌های افسارگسیختهٔ نوین به چه سمت و سویی حرکت می‌کنند. متن‌های نوشته شده توسط این نویسنده ساده و قابل‌فهم با طنزی دقیق است.

## آثار
- ۱۹۹۱ — زدن به گدار آگاهی (به انگلیسی: Fording the Stream of Consciousness)
- ۱۹۹۲ — در آرواره‌های زندگی (به انگلیسی: In the Jaws of Life)
- ۱۹۹۴ — روزتان خوش: از جنگ بالکان تا رؤیای آمریکایی (به انگلیسی: Have A Nice Day: From the Balkan War to the American Dream)
- ۱۹۹۸ — فرهنگ دروغ‌ها (به انگلیسی: The Culture of Lies)
- ۱۹۹۸ — موزهٔ تسلیم بی‌قید و شرط (به انگلیسی: The Museum of Unconditional Surrender)
- ۲۰۰۳ — ممنونم که نمی‌خوانید (به انگلیسی: Thank You For Not Reading)
- ۲۰۰۴ — شخصیتت را به من قرض بده (به انگلیسی: Lend Me Your Character)
- ۲۰۰۵ — وزارت درد (به انگلیسی: The Ministry of Pain)
- ۲۰۰۷ — خانهٔ هیچ‌کس (به انگلیسی: Nobody’s Home)
- ۲۰۰۷ — بابا یاگا یک تخم گذاشته (به انگلیسی: Baba Yaga Laid an Egg)
- ۲۰۱۰ — حمله به منبر (به کرواتی: Napad na minibar)
- ۲۰۱۲ — فرهنگ کارائوکه (به انگلیسی: Karaoke Culture) که ۵ جستار آن در کتاب البته که عصبانی هستم توسط نشر اطراف منتشر شده است.[۶][۷]

## جوایز

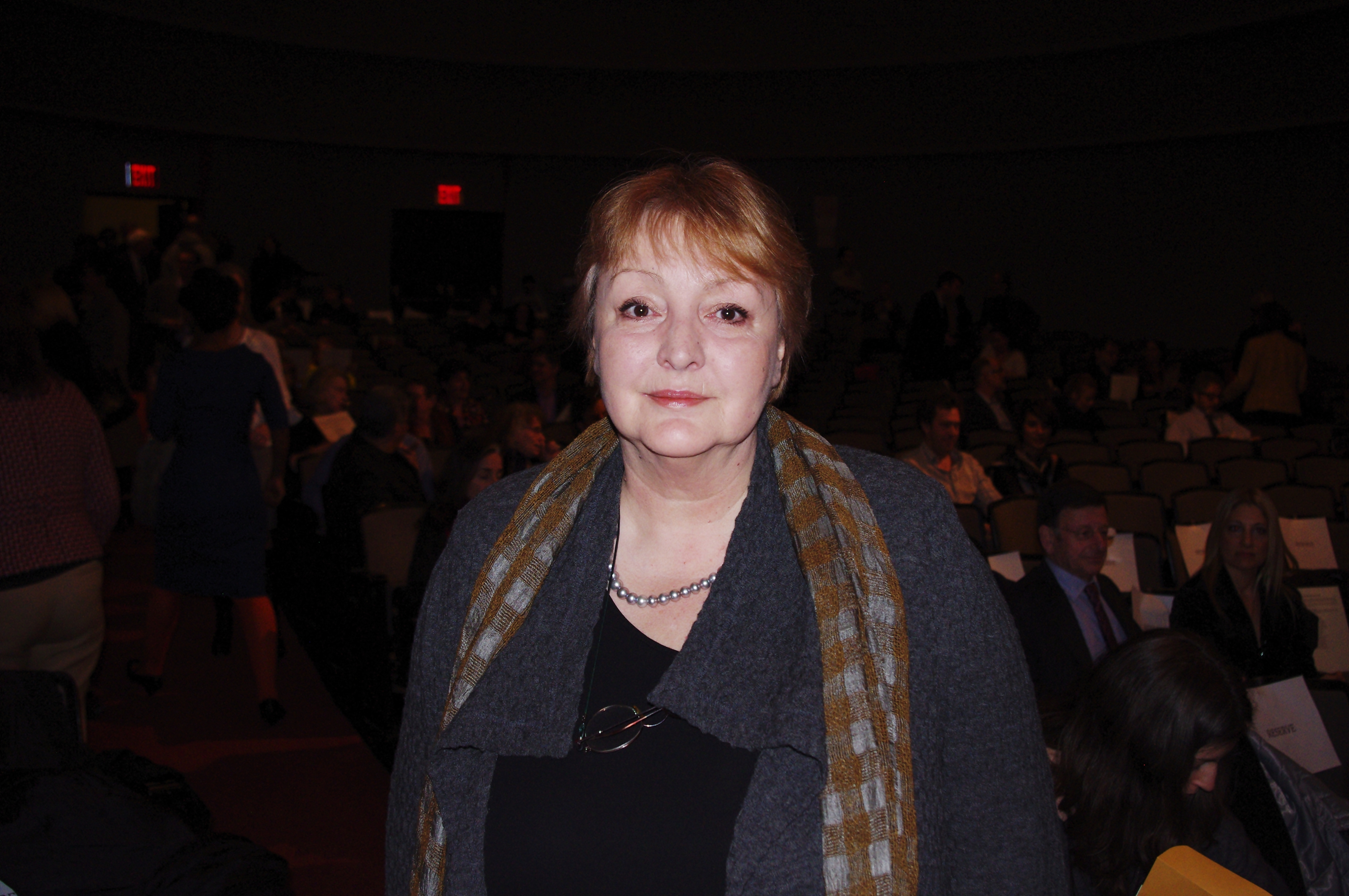
اوگرشیچ در جایزهٔ حلقهٔ ملی منتقدان کتاب در مارچ ۲۰۱۲، جایی که او برای کتابش فرهنگ کارائوکه منتقد مرحلهٔ نهایی بود

- ۱۹۹۶ — جایزهٔ مقاله‌نویسی اروپایی شارل ویون (به فرانسوی: Prix Europeen de l’ Essai Charles Veillon) (جایزهٔ سالانه برای بهترین کتاب مجموعه‌مقالات اروپایی). سوئیس.
- ۱۹۹۷ — جایزهٔ هنرمندان در حال مقاومت (به هلندی: Versetsprijs 1997, Stichting Kunstenaarsverzet 1942–1945)، هلند.
- ۱۹۹۸ — جایزهٔ ادبی بهترین فهرست جنوب-غرب-فانک (به آلمانی: SWF-Bestenliste Literaturpreis)، آلمان.
- ۱۹۹۹ — جایزه ملی اتریش برای ادبیات اروپایی (به آلمانی: Osterreichischen Staatspreis fur Europaische Literatur) در سال ۱۹۹۸. وین، اتریش.
- ۲۰۰۰ — جایزهٔ هاینریش مان (به آلمانی: Heinrich Mann Preis)، آکادمی هنر برلین، آلمان.[۸]
- ۲۰۰۴ — جایزهٔ فرونیا (به ایتالیایی: Premio Feronia)، شهرستان فیانا، ایتالیا.
- ۲۰۰۶ — رسیدن به مرحلهٔ نیمه‌نهایی در جایزهٔ داستان خارجی مستقل (به انگلیسی: Independent Foreign Fiction Prize)، بریتانیا.
- ۲۰۱۰ — جایزهٔ تیپتری (به انگلیسی: Tiptree Award) برای کتاب بابا یاگا یک تخم کرده‌است[۹]
- ۲۰۱۲ — برندهٔ جایزهٔ ژان امری برای مقاله‌نویسی.[۱۰]

## پی‌نوشت
1. ↑  «جایزه ژان امری برای»،  ایبنا.
2. ↑  «جایزه ژان امری برای»،  ایبنا.
3. ↑  «جایزه ژان امری برای»،  ایبنا.
4. ↑  «جایزه ژان امری برای»،  ایبنا.
5. ↑  «جایزه ژان امری برای»،  ایبنا.
6. ↑  البته که عصبانی هستم. ترجمهٔ خاطره کردکریمی. اطراف. ۱۳۹۷.
7. ↑  «جهان این‌طور است؛ مروری بر کتاب البته که عصبانی هستم‏». بی‌کاغذ اطراف.
8. ↑  Keller, Writing Europe, 326.
9. ↑  Strock, 2010 Tiptree Award Winner.
10. ↑  «جایزه ژان امری برای»،  ایبنا.